# Homo homini lupus
Homo homini lupus è un'espressione latina (significa letteralmente, «l'uomo è un lupo per l’uomo»), il cui precedente più antico si legge nel commediografo latino Plauto (lupus est homo homini, Asinaria, a. II, sc. IV, v. 495).

## Descrizione
Si devono probabilmente a una reminiscenza di Cecilio Stazio (poeta comico latino, morto nel 168 a.C.), Homo homini deus est, si suum officium sciat (l'uomo è un dio per l'uomo, se conosce il proprio dovere, fr. 283 Guardì), le rielaborazioni che si hanno negli autori successivi. Ad esempio, si ritrova variamente negli Adagia (1500) dell'umanista Erasmo da Rotterdam (1466-1536): «Homo homini aut deus, aut lupus» (n. 70); nel giurista spagnolo Francisco de Vitoria (1483-1546), il quale scrive: «Contra ius naturale est, ut homo hominem sine aliqua causa aversetur, non enim "homini homo lupus est", ut ait Ovidius, sed homo»; in Francesco Bacone: «Iustitia debetur, quod homo homini sit Deus, non lupus»; e in John Owen (c. 1564-1622): «Homo homini lupus, homo homini deus». Tale concetto dell'uomo nello stato di natura è stato ripreso e discusso nel XVII secolo dal filosofo inglese Thomas Hobbes. Secondo Hobbes, la natura umana è fondamentalmente egoistica, e a determinare le azioni dell'uomo sono soltanto l'istinto di sopravvivenza e quello di sopraffazione. Egli nega che l'uomo possa sentirsi spinto ad avvicinarsi al suo simile in virtù di un amore naturale. Se gli uomini si legano tra loro in amicizie o società, regolando i loro rapporti con le leggi, ciò è dovuto soltanto al timore reciproco.
Nello stato di natura, cioè uno stato in cui non esista alcuna legge, ciascun individuo, mosso dal suo più intimo istinto, cercherebbe quindi di danneggiare gli altri e di eliminare chiunque sia di ostacolo al soddisfacimento dei propri desideri. Ognuno vedrebbe nel prossimo un nemico. Da ciò deriva che un tale stato si trovi in una perenne conflittualità interna, in un continuo bellum omnium contra omnes (letteralmente "guerra di tutti contro tutti"), nel quale non esiste il torto o la ragione che solo la legge può distinguere, ma unicamente il diritto di ciascuno su ogni cosa, anche sulla vita altrui. Su posizioni simili si basa anche il pessimismo di Arthur Schopenhauer.
Fuori dall'ambito strettamente filosofico, l'espressione è ancora utilizzata per sottolineare, in tono ora ironico ora sconsolato, la malvagità e la malizia dell'uomo. Ha lo stesso valore di mors tua vita mea ("la tua morte è la mia vita"). La frase è la palese rappresentazione dell'egoismo umano. In opposizione a tale rappresentazione dei rapporti umani, Seneca scrisse: «Homo, sacra res homini» (ossia "l'uomo è una cosa sacra per l'uomo"). L'italiano Antonio Gramsci, in una nota dei suoi Quaderni del carcere, ricorda che l'origine dell'espressione dovrebbe trovarsi «in una più vasta formula dovuta agli ecclesiastici medioevali, in latino grosso: Homo homini lupus, foemina foeminae lupior, sacerdos sacerdoti lupissimus» cioè "L'uomo è un lupo con l'uomo, la donna è ancora più lupo con la donna, il prete è il più lupo di tutti con il prete". Esiste un brano degli Elettrojoyce, pubblicato nell'album omonimo del 1999, intitolato proprio Homo homini lupus, sotto forma di acronimo.